# Thomasomys pardignasi
Thomasomys pardignasi és una espècie de mamífer rosegador de la família dels cricètids. És endèmic dels Andes del sud-est de l'Equador, on viu a altituds d'entre 1.750 i 2.215 msnm. Té una llargada de cap a gropa de 137-145 mm i la cua de 210-226 mm. El seu hàbitat natural són els boscos montans perennifolis. Fou anomenat en honor del paleontòleg argentí Ulyses Pardiñas. Com que fou descoberta fa poc, l'estat de conservació d'aquesta espècie encara no ha estat avaluat formalment.